# Francisco Pardo
Francisco Pardo Piqueras (Abengibre, 13 de fevereiro de 1962) é um político espanhol, pertencente ao Partido Socialista Operário Espanhol. Entre 2007 e 2011, foi o Presidente das Cortes de Castela-Mancha.

## Biografia
Graduado em Direito pela Universidade de Múrcia e mestre em Direito Comunitário Europeu pela Universidade de Castela-Mancha. Foi chefe do Gabinete do Secretário de Agricultura do Governo Regional de Castela-Mancha e diretor-geral de Relações Institucionais da Presidência de Castela-Mancha. Atuou como secretário da Comissão Mista de Transferências Estado-Castela-Mancha e membro do Comitê de Regiões da União Europeia.
Após as eleições gerais na Espanha em 2004, foi nomeado Secretário de Estado da Defesa durante a gestão de José Bono no Ministério da Defesa. Em 2006, foi reconduzido ao mesmo cargo pelo novo ministro José Antonio Alonso, exercendo-o até 2007, quando renunciou ao cargo para concorrer às eleições regionais naquele mesmo ano. Posteriormente, foi eleito membro das Cortes de Castela-Mancha, e após a sessão constituinte, foi escolhido para ser Presidente das Cortes de Castela-Mancha em substituição a Fernando López Carrasco. Ocupou este cargo até 2011, quando foi substituído por Vicente Tirado.
Ele foi segundo vice-presidente das Cortes de Castela-Mancha, até deixar a política em março de 2012, renunciando a sua cadeira e reeleição como secretário provincial do PSOE em Albacete.
Desde 30 de junho de 2018, ele é o Diretor-Geral do Corpo Nacional de Polícia. Tomou posse em 6 de julho do mesmo ano, em uma cerimônia presidida pelo Ministro do Interior, Fernando Grande-Marlaska. Em abril de 2020, ele foi internado em um hospital em Madrid, depois apresentar diagnóstico positivo no teste de COVID-19, juntando-se ao seu número dois, José Ángel González Jiménez, que havia dado positivo no dia 31 de março.